# HITRON
HITRON pour Helicopter Interdiction Tactical Squadron est une unité spécialisée de l'US Coast Guard affectée aux opérations nécessitant le recours à des armes embarquées à bord d'hélicoptères.

## Historique
L'unité HITRON a été créée en 1998 afin de fournir un soutien aérien armé aux opérations de l'US Coast Guard dans la zone du Golfe du Mexique.

## Aspect opérationnel

### Rôle et engagements

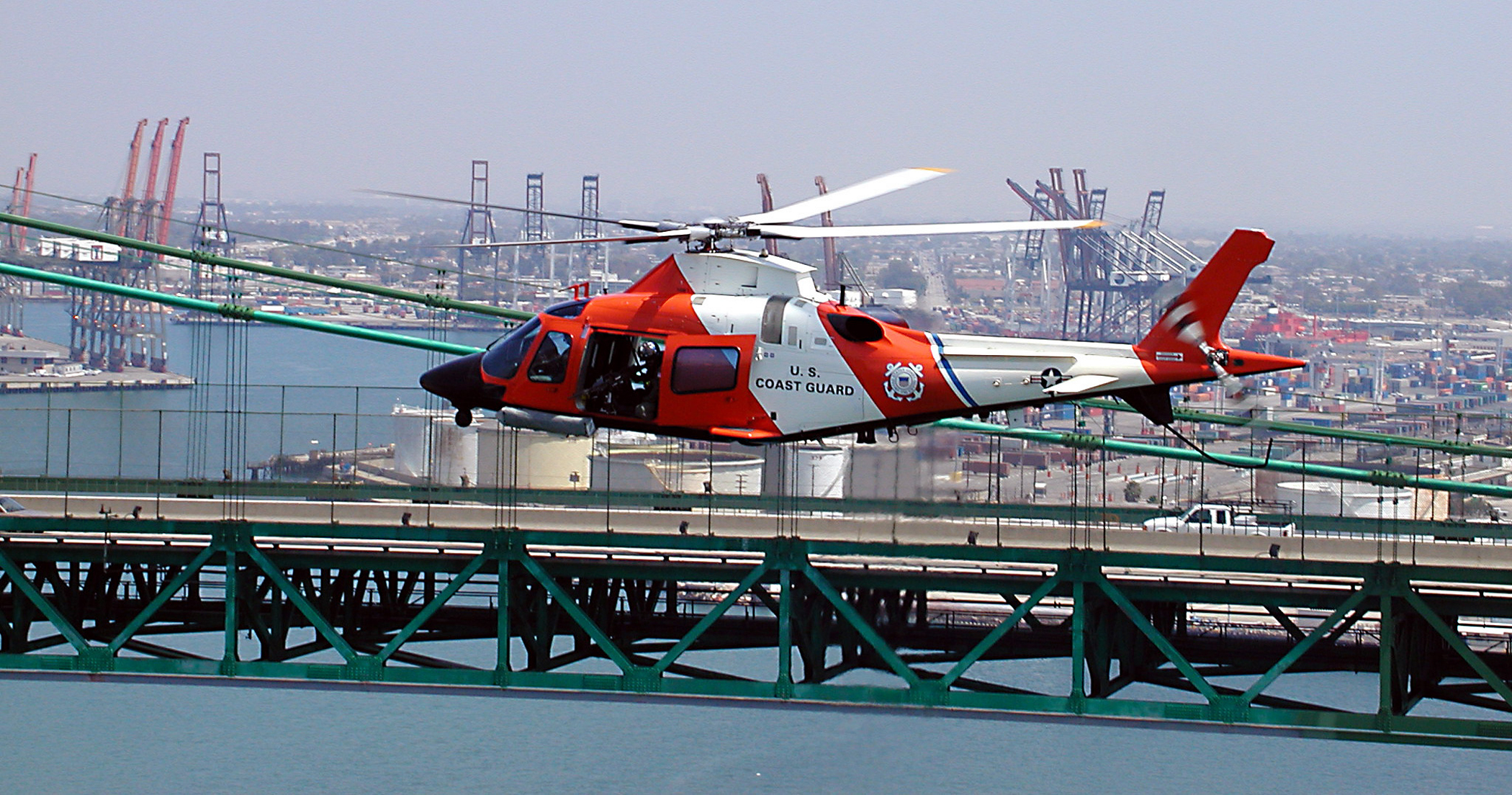
Agusta MH-68A Mako du HITRON.

Les hélicoptères du HITRON sont engagés par l'US Coast Guard dans le cadre de la lutte anti-drogue. À cette fin ceux ci sont les seuls en dotation dans cette arme à disposer en permanence d'armes à bord. Les hélicoptères du HITRON peuvent aussi être engagés dans des opérations anti-terroristes.

### Matériels
Depuis sa création HITRON a disposé de plusieurs modèles d'hélicoptères différents : 
- MD Helicopters MH-90A Enforcer, de 1998 à 2000.
- Agusta MH-68A Mako, de 2000 à 2007.
- Sikorsky MH-60J Jayhawk, de 2007 à 2015.
- Eurocopter MH-65D Dolphin, de 2008 à nos jours.

Si les MH-68A Mako et MH-90A Explorer ne furent utilisés que par le seul HITRON, les MH-60J Jayhawk rejoignirent par la suite leurs affectations régulières. Les mitrailleuses FN M240 furent déposées mais restaient toujours disponibles.

## Culture populaire
Les Agusta MH-68A du HITRON ont été mis en lumière en 2003 par le film hollywoodien Bad Boys 2 où ils apparaissent très clairement dans une scène d'action.

## Sources, liens externes et références

### Sources bibliographiques
- (en) Tom Kaminsky, The United States Military Aviation Directory, Airtime Publishing, 2000, 256 p. (ISBN 1-880588-29-3).

### Sources internet
- (en) Page officielle du HITRON au format pdf.
- (fr) Article concernant HITRON sur le site Avions Légendaires.